# Соглашение об особых параллельных отношениях

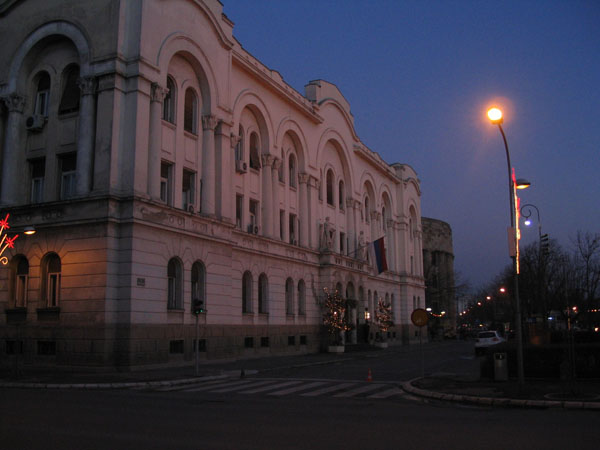
Банский двор, где было подписано Соглашение

Соглашение об особых параллельных отношениях (серб. Споразум о специјалним паралелним односима) — действующее соглашение, подписанное 26 сентября 2006 года руководством Республики Сербской и Сербии с целью развития дальнейших дипломатических отношений между энтитетом (Республика Сербская) и суверенным государством (Сербия). Первое подписание данного соглашения состоялось ещё 28 февраля 1997 года.
Фактически данное соглашение стремилось восстановить культурные и родственные связи сербов с соотечественниками, находившимися на территории иностранного государства, прерванные в связи с вооружённым конфликтом. Юридически оно обеспечивало развитие отношений Республики Сербской и Сербии в областях экономики и использования природных ресурсов, планирования, приватизации и денационализации предприятий, науки и технологии, образования, культуры и спорта, здравоохранения и социальной политики, туризма и защиты границ, информирования, защиты свобод и прав граждан, а также борьбы против преступности.

## Предпосылки
Необходимость в данном соглашении была исторически обоснована событиями, способствовавшими распаду Югославии. Граждане, проживавшие на территориях нынешних Республики Сербской и Сербии, ранее являлись гражданами Югославии. После отделения Боснии и Герцеговины и провозглашения её независимости (с учётом признания Третьей Югославии и в дальнейшем Сербии как фактического преемника СФРЮ) боснийские сербы оказались на территории иного государства. Фактически сербы как нация оказались разделены возникшей новой югославско-боснийской границей.
15 апреля 1992 года правительство Республики Сербской приняло Постановление об основании политического и экономического Представительства Республики Сербской в Белграде. Задачами Бюро Правительства Республики Сербской стали выражение, реализация и развитие сотрудничества с соответствующими органами Югославии и других республик в её составе, а также с компетентными органами и учреждениями в областях политических отношений, экономического, культурного и другого сотрудничества, которое представляло интерес для Республики Сербской.

## Первые соглашения
Конституция Боснии и Герцеговины, статья III, пункт 2 гласил, что каждое из образований (энтитетов), входивших в состав Боснии и Герцеговины — как Республика Сербская, так и Федерация Боснии и Герцеговины — имеет право устанавливать особые параллельные отношения с соседними государствами, руководствуясь территориальной целостностью страны (согласно подпункту A), а также заключать любые соглашения с государствами и международными организациями.
28 февраля 1997 года членом президиума Боснии и Герцеговины от Республики Сербской Момчило Краишником и президентом Союзной Республики Югославии Зораном Лиличем — главой суверенного государства — было подписано первое Соглашение об особых параллельных отношениях между Сербией и Республикой Сербской. Для обеспечения работы соглашения был назначен специальный орган — Совет по сотрудничеству, созываемый при необходимости (туда входят в настоящее время главы Сербии и Республики Сербской, а также премьер-министры). В то же время соглашение подвергалось критике некоторыми депутатами Народной скупщины Республики Сербской, поскольку не обеспечивало в должной мере защиту интересов Республики Сербской. Так, Любиша Савич недвусмысленно намекнул на попытку со стороны Момчило Краишника обеспечить реализацию неких незаконных финансовых схем и заявил, что соглашение развязывало руки таможенным и пограничным службам, позволяя им собирать «дань» с людей за переход границы.
5 марта 2001 года Президент Республики Сербской Мирко Шарович и президент Союзной Республики Югославии Воислав Коштуница подписали в Баня-Луке новое Соглашение об особых параллельных связях (серб. Споразум о специјалним паралелним везама). Скупщина СРЮ ратифицировала Соглашение 10 мая 2001 года в Белграде. В связи с выходом Черногории из союза и последующего образования независимой Сербии Республика Сербская и Сербия начала процедуру обновления данного Соглашения.

## Действующее соглашение
26 сентября 2006 года в Баня-Луке, в Банском дворе (резиденция главы Республики Сербской) президент Республики Сербской Драган Чавич, премьер-министр Республики Сербской Милорад Додик, президент Сербии Борис Тадич и премьер-министр Сербии Воислав Коштуница подписали Соглашение об установлении особых параллельных отношений между Республикой Сербской и Республикой Сербии. За день до этого предыдущее Соглашение утратило окончательно свою силу. Текущее соглашение было продлено повторно 15 декабря 2010 года.